# Stuart-Restauration
Als Stuart-Restauration (englisch Restoration) wird in der englischen Geschichte die Epoche zwischen 1660 und 1689 bezeichnet, als unter den Königen Karl II. und Jakob II. aus dem Haus Stuart die während des Englischen Bürgerkriegs abgeschaffte Monarchie wiederhergestellt wurde.
Die Möglichkeit zu dieser Restauration ergab sich nach dem Tod des Lordprotektors Oliver Cromwell 1658, da sich sein Regierungssystem als nicht tragfähig und sein Sohn Richard als ungeeigneter Nachfolger erwiesen hatte.
Die Epoche endete 1689 mit der Glorious Revolution, in der der katholische Jakob II. vertrieben wurde und seine protestantische Tochter Maria II. und ihr Ehemann Wilhelm von Oranien den englischen Thron bestiegen.